# Бакальчук Тетяна Володимирівна
Тетяна Володимирівна Бакальчук (у шлюбі Бакальчук; нар. 16 жовтня 1975) — російська бізнесвумен корейського походження. Засновниця, власниця та генеральний директор компанії «Wildberries» — міжнародного інтернет-магазину одягу, взуття та товарів для дому. Найбагатша жінка Російської Федерації ($9,44 млрд за версією Bloomberg) за підсумками першого кварталу 2021 року.

## Біографія
Тетяна Кім народилася 16 жовтня 1975 року в Чечні, Російської Федерації в родині корейців.
У 1981—1992 рр. навчалася в Газопроводській школі. Поступила до Державного соціально-гуманітарного університету, який закінчила у 1997 році за спеціальністю «викладач англійської мови». Працювати за фахом та підробляла репетитором англійської мови.

## Бізнес
Після народження у 2004 році дитини розпочала власний «домашній» бізнес — доставлення клієнтам одягу та взуття із колекцій популярних німецьких каталогів «Otto» і «Quelle».
Першим складом для товарів стала квартира підприємиці-початківця, але за рік, коли послуги виявилися затребуваними на російському ринку, довелося орендувати складські приміщення та наймати працівників. У 2005 році Тетяна разом із чоловіком заснували компанію-ретейлер — ТОВ «Wildberries» («Вайлдберріз»), яка з часом перетворилася на найбільший російський міжнародний онлайн-магазин. Головний офіс компанії розташований у селі Мильково під Москвою, на 20 кілометрі МКАД. Напрямок бізнесу — продаж одягу, взуття та різноманітних аксесуарів.
У лютому 2021 року стала власницею 100 % частки ТОВ «Банк Стандарт-кредит».

## Санкції
Тетяна Бакальчук здійснює комерційну діяльність в секторах економіки, що забезпечує істотне джерело доходу для уряду Росії, котрий ініцїював військові дії і геноцид цивільного населення в Україні.
Відповідно до рішення РНБОУ, затвердженого Указом Президента України від 23 липня 2021 року, проти Бакальчук застосовані персональні спеціальні економічні та інші обмежувальні заходи (санкцій), запропоновані раніше Кабінетом Міністрів України.

## Особисте життя
Одружена із Бакальчук Владислав Сергійович, за освітою — радіофізиком. 
У пари семеро дітей.
У 2021 році названо найбагатшою родиною Росії.